# Pouteria calistophylla
Pouteria calistophylla é um espécie de planta na família Sapotaceae. É encontrada na Costa Rica e no Panamá.